# Stevns Klint
Koordinaten: 55° 16′ 44,8″ N, 12° 26′ 23,8″ O
Stevns Klint ist eine Steilküste im Südosten der dänischen Ostseeinsel Seeland. Das Kliff hat eine Länge von etwa 15 Kilometern und erhebt sich bis zu 41 Meter über den Meeresspiegel, und markiert die südliche Begrenzung des Öresund auf dänischer Seite. Im Jahr 2014 verlieh die UNESCO dem Kliff den Status eines Weltnaturerbes.

## Geologie
Es handelt sich um eine Kreideküste mit Formationen aus der Oberen Schreibkreide und aus dem Danium, der untersten Stufe des Tertiärs. In diesem Kliff ist die geologisch sehr markante Kreide-Paläogen-Grenze (Aussterben der Dinosaurier) in der Nähe von Højerup als schmales dunkles Band in den Kreideablagerungen sichtbar. In Dänemark wird dieses Band, das einen hohen Anteil extraterrestrischen Iridiums enthält, wegen seines Fossilgehaltes auch als „Fischlehm“ oder „Fischton“ bezeichnet.

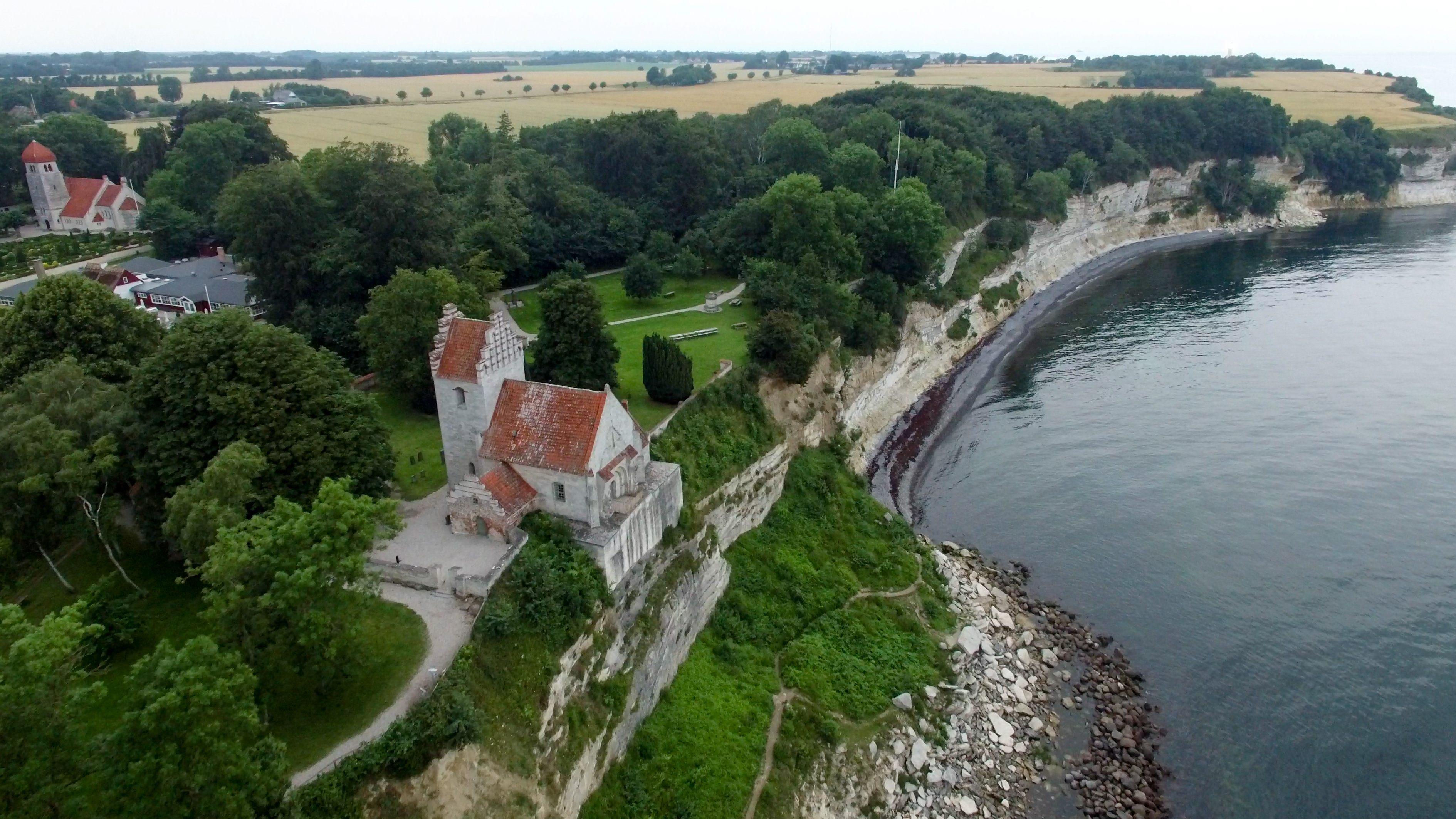
Højerup Gamle Kirke

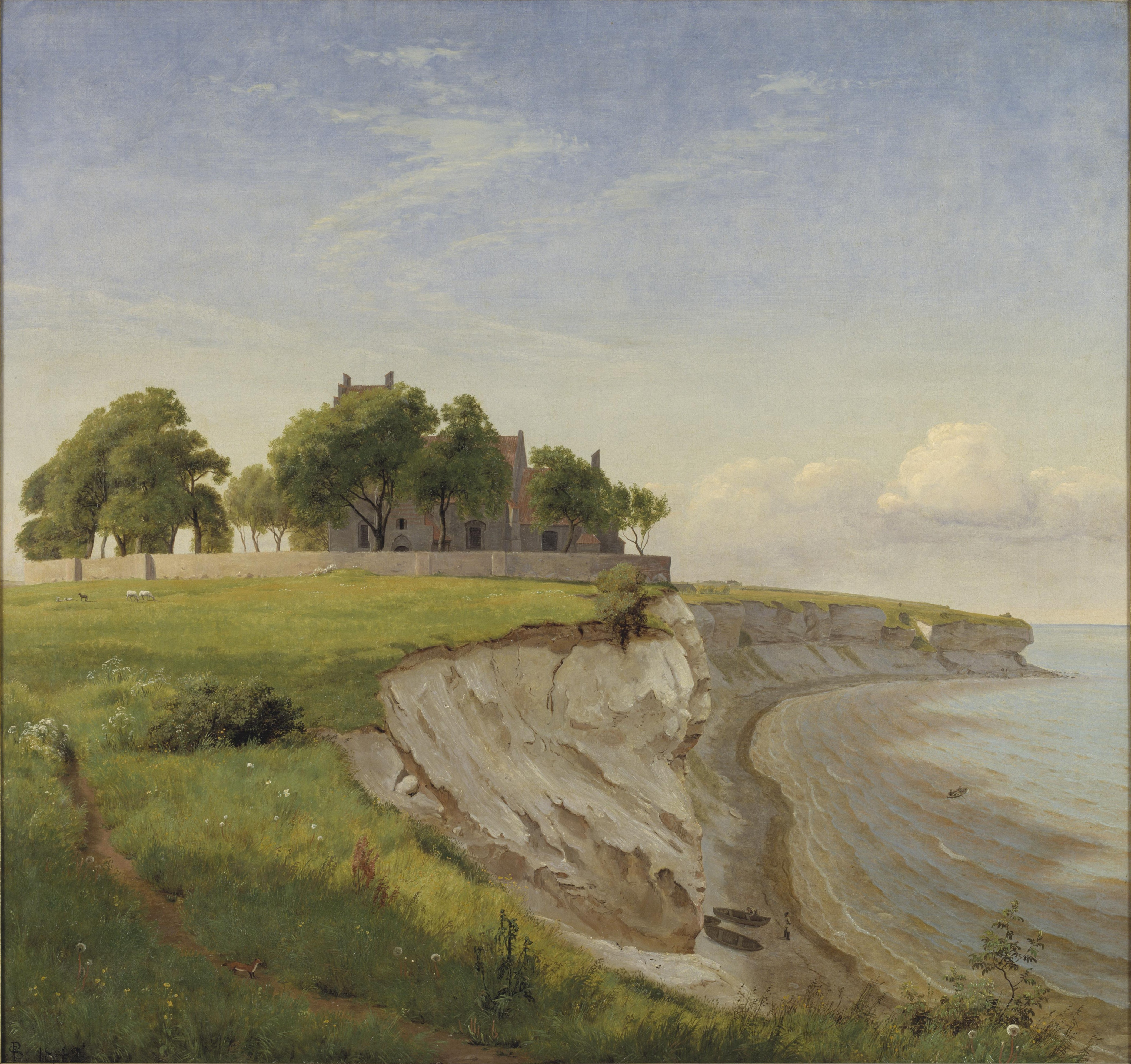
P. C. Skovgaard: Kirche von Højerup auf Stevns Klint (1842)

## Alte Kirche von Højerup
Ein Zugang zum Strandbereich unter dem Kliff liegt neben der  Alten Kirche von Højerup. Das Innere ist mit heute stark verblassten Kalkmalereien geschmückt, die Szenen aus dem Alten und Neuen Testament darstellen. Zur Bauzeit lag die Kirche noch etwa 50 Meter von der Abbruchkante entfernt. Durch Erosion des Kliffs rückte die Abbruchkante immer näher, bis 1928 der Chorraum der Kirche abstürzte. Seither sollen verschiedene Küstensicherungsmaßnahmen den weiteren Kliffabtrag verhindern. 

Kristoffer. Spätgotische Kalkmalerei einer unbekannten Werkstatt in der alten Kirche von Højerup

Eine neue Kirche, die 1912/13 erbaut wurde, liegt etwa 100 Meter vom Strand entfernt.

## BesucherzentrumStevns Klint Experience
2015 genehmigte die dänische Regierung die Errichtung eines Besucherzentrums im ehemaligen Kalksteinbruch Boesdal, das die geologischen und botanischen Besonderheiten des Ortes vermittelt, Fossilienfunde präsentiert und vorhandene touristische Angebote (zum Beispiel Wanderpfad Stevns Klint Trampesti) bündelt. Stevns Klint Experience ist in den Sommermonaten täglich geöffnet. Eine deutsche Website ist im Aufbau.
In der Nähe befindet sich die Küstenfestung Stevnsfort aus den 1950er Jahren, wo Hawk-Flugabwehrraketen stationiert waren. Außerdem wurden dort Mitte der 1950er Jahre einige ausgebaute Geschütze der Gneisenau als Küstenartillerie aufgestellt.

## Weblinks

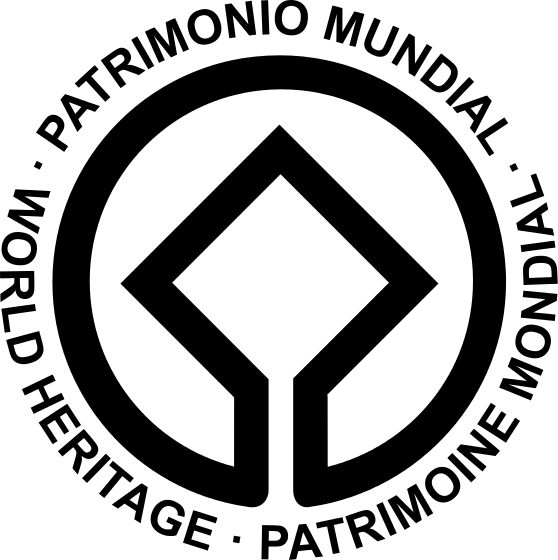
UNESCO-Welterbe